# 敘利亞-瑪蘭卡禮天主教帕塔南蒂塔教區
敘利亞-瑪蘭卡禮天主教帕塔南蒂塔教區 （拉丁語：Eparchia Pathanamthittensis）是一個東儀天主教教區（敘利亞-瑪蘭卡禮），屬特里凡得琅大總教區。
教區成立於2010年1月25日，位於喀拉拉邦帕塔南蒂塔縣。2010年有教友36,200人（佔轄區總人口2.9%）、一百個堂區。現任教區主教為金口若望‧卡盧爾。